# ضریب خطای زمین
ضریب خطای زمین (به انگلیسی: EFF) ضریبی است که در مهندسی برق و شبکه‌های نیرو تعریف می‌شود و بیانگر وضعیت زمین‌شدگی نوترال شبکه است. مقدار آن برابر است با نسبت بین بیشترین ولتاژ آراِم‌اِس یکی از فازهای در حال کار در زمان وقوع خطای زمین (در فرکانس قدرت)، به مقدار ولتاژ آراِم‌اِس فاز. این ضریب را می‌توان با مطالعهٔ اتصال‌کوتاه شبکه محاسبه کرد.
{\displaystyle k={\frac {U_{LEmax}}{\frac {U_{n}}{\sqrt {3}}}}}
که در آن {\displaystyle U_{LEmax}} بیشترین ولتاژ فاز به زمین فازهای بدون خطا و {\displaystyle U_{n}} ولتاژ نامی سامانه است.
در یک سامانهٔ سه‌فاز در زمان یک اتصال‌کوتاه نامتقارن تک‌فاز به زمین، ولتاژ فازها از روابط زیر به دست می‌آید:
{\displaystyle V_{R}={\frac {3Z_{F}}{Z^{P}+Z^{N}+Z^{Z}+3Z_{F}}}V_{F}}
{\displaystyle V_{Y}=K_{E1}\times h^{2}V_{F}}
{\displaystyle V_{B}=K_{E2}\times hV_{F}}
در این روابط {\displaystyle Z^{P},Z^{N},Z^{Z}}، مؤلفه‌های مثبت، منفی و صفر امپدانس هستند و h عملگر به کاررفته در ماتریس تبدیل فرتسکیو برای بدست آوردن مؤلفه‌های متقارن است. {\displaystyle Z_{F}} امپدانس محل خطا و {\displaystyle V_{F}} ولتاژ دو سر این امپدانس است. مقادیر {\displaystyle K_{E1}} و {\displaystyle K_{E2}} ضریب خطای زمین هستند و به صورت زیر محاسبه می‌شوند:
{\displaystyle K_{E1}=1-{\frac {Z^{P}+h^{2}Z^{N}+hZ^{Z}}{Z^{P}+Z^{N}+Z^{Z}+3Z_{F}}}}
{\displaystyle K_{E2}=1-{\frac {Z^{P}+hZ^{N}+h^{2}Z^{Z}}{Z^{P}+Z^{N}+Z^{Z}+3Z_{F}}}}
اندازهٔ ضرایب {\displaystyle K_{E1}} و {\displaystyle K_{E2}} با توجه به روش زمین‌کردن سامانه، معمولاً بین ۱ تا ۱٫۸ متغیر است. این ضرایب برابر نسبت بین ولتاژ آراِم‌اِس فاز در حالت خطا در نقطهٔ خطا به ولتاژ آراِم‌اِس فاز در حالت عاری از خطا هستند. از روی ضریب خطای زمین می‌توان به میزان افزایش ولتاژ فازهای سالم در لحظات خطا پی برد. در سامانه‌هایی که زمین مؤثر باشند، ضریب خطای زمین کمتر یا مساوی ۱٫۴ است.
اگر در همهٔ شرایط راکتانس توالی صفر از سه‌برابر راکتانس توالی مثبت شبکه کمتر باشد و مقاومت توالی صفر کمتر از راکتانس توالی مثبت باشد، ضریب خطای زمین از ۱٫۴ تجاوز نخواهد کرد. به عبارت دیگر در یک سامانهٔ دارای زمین محکم روابط زیر برقرار خواهد بود:
{\displaystyle {\frac {R_{0}}{X_{1}}}<1\ \ \wedge \ \ {\frac {X_{0}}{X_{1}}}<3}
| روش اتصال به زمین     | ضریب خطای زمین ({\displaystyle \delta })                                     |
| نوترال جدا از زمین    | {\displaystyle \approx {\sqrt {3}}}                                          |
| زمین با امپدانس پایین | {\displaystyle <1.38}                                                        |
| زمین با محدودیت جریان | {\displaystyle <1.38} تا {\displaystyle {\sqrt {3}}}                         |
| زمین رزونانس          | {\displaystyle \approx {\sqrt {3}}} تا {\displaystyle 1.1\times {\sqrt {3}}} |

اما در سامانه‌ای که زمین ایزوله یا رزونانس باشد یا به خوبی زمین نشده‌باشد و {\displaystyle {\frac {R_{0}}{X_{1}}}>1} و {\displaystyle {\frac {X_{0}}{X_{1}}}>3}، ضریب خطای زمین در حدود {\displaystyle {\sqrt {3}}} یعنی ۱٫۷ خواهد بود. در سامانه‌هایی که از راه یک سیم‌پیچ سرکوب جرقه به زمین متصل باشند ضریب خطای زمین ۱٫۹ خواهد بود. هر چه این ضریب بزرگتر باشد به معنای این است که ظرفیت تحمل اضافه‌ولتاژهای موقت تجهیزات سامانه (به مدت یک دقیقه و با فرکانس قدرت) باید بیشتر باشد. برای نمونه ترانسفورماتوری که ضریب ولتاژ نامی 1.5/30s داشته باشد را تنها می‌توان در سامانه‌ای با امپدانس زمین پایین ({\displaystyle \delta <1.4}) مورد استفاد قرار گیرد اما ترانس‌هایی که ضریب ولتاژ 1.9/30s یا 1.9/4h یا 1.9/8h داشته باشند را می‌توان در هر سامانه‌ای با هر نوع سیستم زمین، زمین ایزوله یا زمین رزونانس نیز استفاده کرد. ضریب 1.9 تقریباً معادل حداکثر ولتاژ مجاز سامانه در فرکانس قدرت است. در سامانه‌های دارای امپدانس زمین پایین می‌توان برای تخمین‌زدن بیشینهٔ ولتاژ ماندگار شبکه در فرکانس قدرت، ضریب خطای زمین را به اندازهٔ حداکثر مقدار مجاز آن ({\displaystyle k=0.8{\sqrt {3}}}) در نظر گرفت.
با توجه به ضریب خطای زمین و استاندارد VDE 0141/07.89 می‌توان تأثیر زمین در شبکه را توصیف کرد. رابطهٔ بین ضرایب خطای زمین و نسبت‌های {\displaystyle {\frac {X_{0}}{X_{1}}}} و {\displaystyle {\frac {R_{0}}{X_{0}}}} بر روی نمودارهایی قابل نمایش است که اساس آن‌ها می‌توان نسبت‌های مناسب برای مقاومت و راکتانس را برای رسیدن به ضریب خطای مورد نظر تعیین نمود.

## واژه‌نامه
1. ↑  effectively earthed
2. ↑  solidly earthed